# U-betűs aranybagoly
Az u-betűs aranybagoly (Trichoplusia ni) a rovarok (Insecta) osztályának a lepkék (Lepidoptera) rendjéhez, ezen belül a bagolylepkefélék (Noctuidae) családjához tartozó faj.

## Elterjedése
Európában, Észak-Afrikában és általában az északi mérsékelt övben fordul elő.

## Megjelenése
- lepke: 30–40 mm szárnyfesztávolságú, barna, márványos elülső szárnyon egy ezüstfehér u alakú rajzolat és egy fehér folt ismerhető fel. A hátsó szárnyak sötét szürkésbarnák, a szárnytő felé világosabbak. A lepke teste szőrös.
- hernyó: zöld, fehér vonalak és foltok tarkítják
- báb: először zöld, később barna

## Életmódja
- nemzedék: több nemzedéke van, májustól októberig rajzik. A lárva telel át.
- hernyók tápnövényei: a káposzta (Brassica), a kukorica (Zea mays) és a gabonafélék, de lehet még nadragulya (Solanum), gyermekláncfű (Taraxacum), csalán (Urtica)

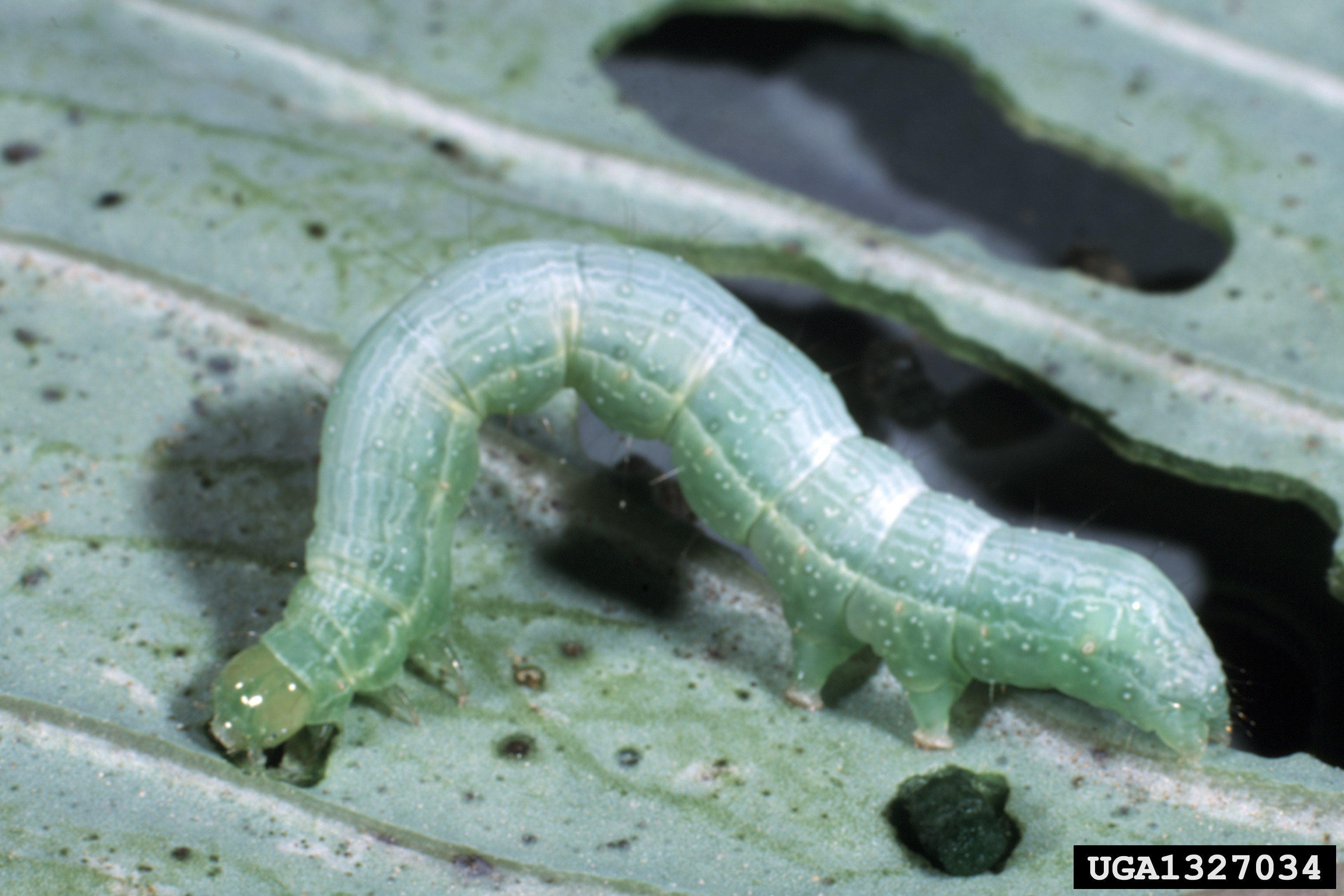
A lepke hernyója

## Fordítás
- Ez a szócikk részben vagy egészben  az   Aschgraue Höckereule című német Wikipédia-szócikk fordításán alapul.  Az eredeti cikk szerkesztőit annak laptörténete sorolja fel. Ez a jelzés csupán a megfogalmazás eredetét és a szerzői jogokat jelzi, nem szolgál a cikkben szereplő információk forrásmegjelöléseként.